# TI-85
La TI-85 è una calcolatrice grafica prodotta dalla Texas Instruments e basata sul microprocessore Zilog Z80. Progettata nel 1992 come la seconda calcolatrice grafica della Texas Instruments (la prima era la TI-81), è stata sostituita dalla TI-86, anch'essa fuori produzione.

## Specifiche tecniche
CPU
Zilog Z80, 6 MHz
RAM
32 KB (28 KB utilizzabili)
ROM
128 KB
Display
128x96 pixels monocromatico
21x8 caratteri
Alimentazione
4×AAA, 1×CR1616 o CR1620